# Ctenolophonaceae
Classification APG III (2009)
Famille
Les Ctenolophonaceae (les Cténolophonacées) est une petite famille de plantes à fleurs dicotylédones de l'ordre des Malpighiales qui comprend 1 à 3 espèces du genre Ctenolophon (en). 
Ce sont des arbres tropicaux, originaires d'Afrique de l'Ouest et de Malaisie, source de bois d'œuvre.

## Étymologie
Le nom vient du genre Ctenolophon dérivé du grec κτένα / ktena, peigne, et λόφων / lofon, colline, mamelon, en référence à l'arille de la graine en forme de peigne.

## Classification
La classification classique de Cronquist (1981) inclut le genre Ctenolophon dans la famille des Hugoniaceae.
La classification phylogénétique situe les Ctenolophonaceae dans l'ordre des Malpighiales.

## Liste des genres
Selon World Checklist of Selected Plant Families (WCSP) (19 mai 2010), Angiosperm Phylogeny Website (19 mai 2010), DELTA Angio (19 mai 2010) et NCBI (19 mai 2010) :
- genre Ctenolophon (en) Oliv. (1873)

## Liste des espèces
Selon World Checklist of Selected Plant Families (WCSP) (19 mai 2010) :
- genre Ctenolophon (en) Oliv. (1873)
  - Ctenolophon englerianus Mildbr. (1924)
  - Ctenolophon parvifolius Oliv. (1873)

Selon NCBI (19 mai 2010) :
- genre Ctenolophon (en)
  - Ctenolophon englerianus